# Gastunk
Gastunk es un grupo japonés de hardcore punk que se formó en Tokio en 1983. Su música se vio fuertemente influenciada por el heavy metal. Anteriormente, Baby y Baki habían estado con el grupo de hardcore punk Execute.
Gastunk grabó su tercer disco entre febrero y marzo de 1988, en el suburbano estudio Total Access Recording de Los Ángeles, en Redondo Beach. El grupo también actuó en conciertos y en clubes, como Whisky a Go Go, durante su estancia en EE. UU. El apoyo de Metallica hizo esto posible. Cuando lanzaron su tercer disco, llamado "Mother", se hicieron conocidos en Estados Unidos.
El grupo se disolvió a finales de 1988, pero desde 1999 se han reunido ocasionalmente para dar conciertos.

## Miembros
- Baki - Vocalista
- Tatsu - Guitarra, Coros
- Baby - Bajo, Coros
- Pazz - Batería

### Exmiembros
- Yutaka - Vocalista
- Naoki - Guitarra
- Matsumura - Batería

## Discografía

### EP
- GASTUNK (1985)
- Dead Song (1989, in Rockin' f magazine)

### Sencillos
- Mr. Gazime (1985)
- Geronimo (1986)
- The Vanishing Signs (1986)
- To Fans (1986)
- Counter-Clock Wise (1988)
- Midnight Rain (1988)
- Sunshine of Your Love (1988)
- Deadman's Face (2010)

### Álbumes de estudio
- Dead Song (1985)
- Under the Sun (1987)
- Under the Sun - U.S.mix (1987)
- Mother (1988)

### Álbumes en vivo
- The End (1989)
- Rest in Peace (1999)

### Vídeos
- VHS
  - Smash the Wall
  - Revelation
  - The End Vol. 1
  - The End Vol. 2
- DVD
  - Smash the Wall (2004)
  - The End Vol. 1 & 2 (2004)
  - Rest in Peace (2005)
  - Revelation (2006)
  - Gig DVD 1987 (2006)
  - Double Gigs (2008)
  - Gig DVD 1988 (2010)
  - Arise Again Tour 2010 (2010)